# Іван Милошевич
Іван Милошевич (серб. Ivan Milošević; * 3 листопада 1984, Чачак, СФРЮ) — сербський футболіст, захисник сербського клубу «Младост Лучані».
Починав кар'єру на батьківщині в Сербії. Влітку 2008 року перейшов до «Карпат» на рік на правах оренди, гравець отримав 5 номер. Дебют 19 липня 2008 року в матчі «Металург» (Донецьк) — «Карпати» (Львів) 1:0.
22 червня 2009 року клуб підписав повноцінний контракт із футболістом.
По завершенні сезону 2012/2013 Мілошевіч опинився у списку виставлених на трансфер гравців і був відсторонений від тренувань з основним складом команди. Наприкінці 2013 року рішенням Палати спорів ФФУ отримав статус «вільного агента» та повернувся на батьківщину.
У лютому 2014 року підписав контракт з клубом «Напредак» з Крушеваца до кінця сезону.